# Bâra (okręg Prahova)
Bâra – wieś w Rumunii, w okręgu Prahova, w gminie Balta Doamnei. W 2011 roku liczyła 920 mieszkańców.